# شیائو هایلیانگ
شیائو هایلیانگ (انگلیسی: Xiao Hailiang؛ زادهٔ ۲۴ ژانویهٔ ۱۹۷۷) شیرجه‌رو اهل چین است. از افتخارات وی میتوان به کسب مدال طلا در بازی‌های المپیک تابستانی ۲۰۰۰ اشاره کرد.